# Peltaria alliacea
Peltaria alliacea es una planta perenne de la familia Brassicaceae.

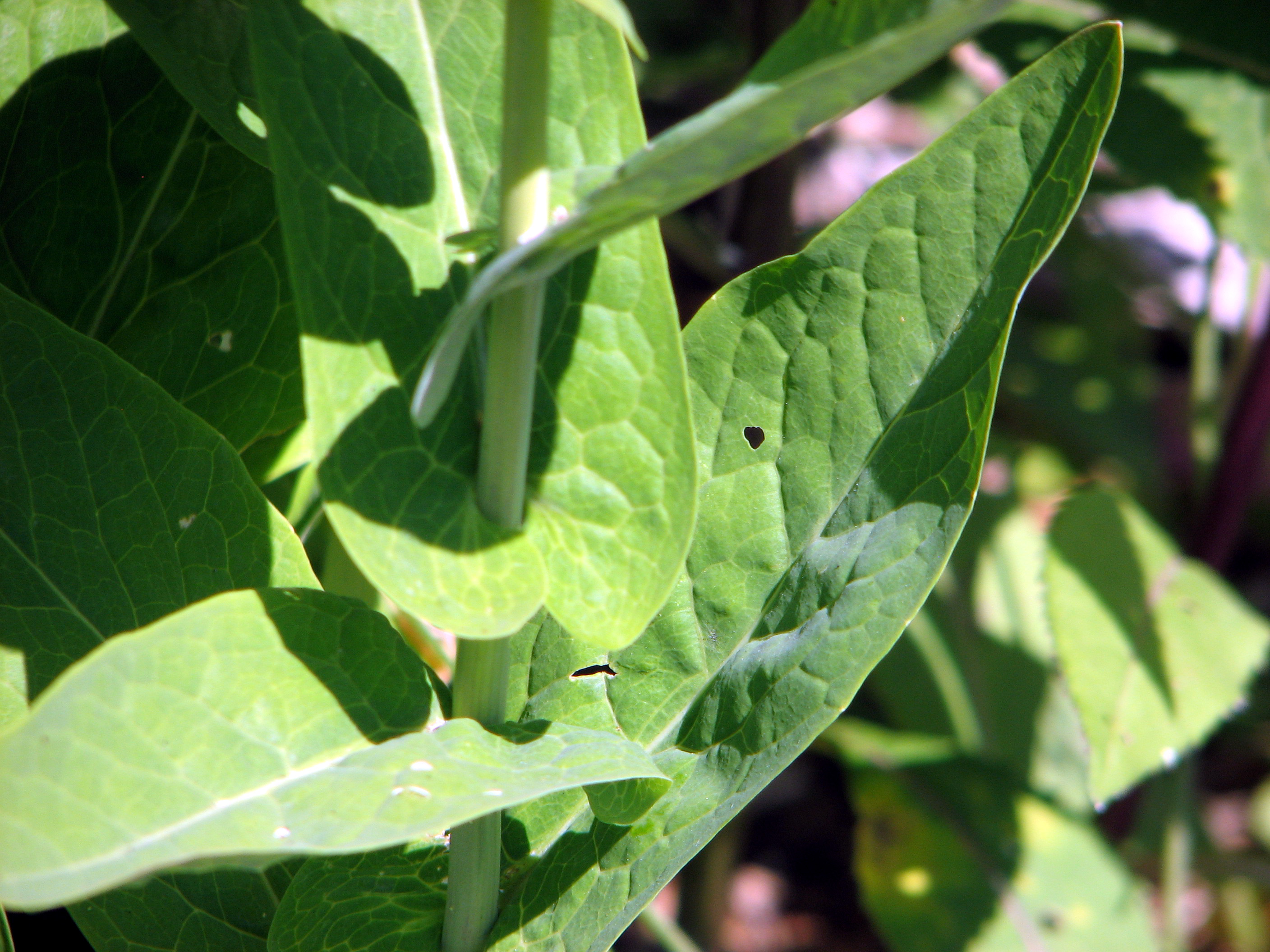
Hojas

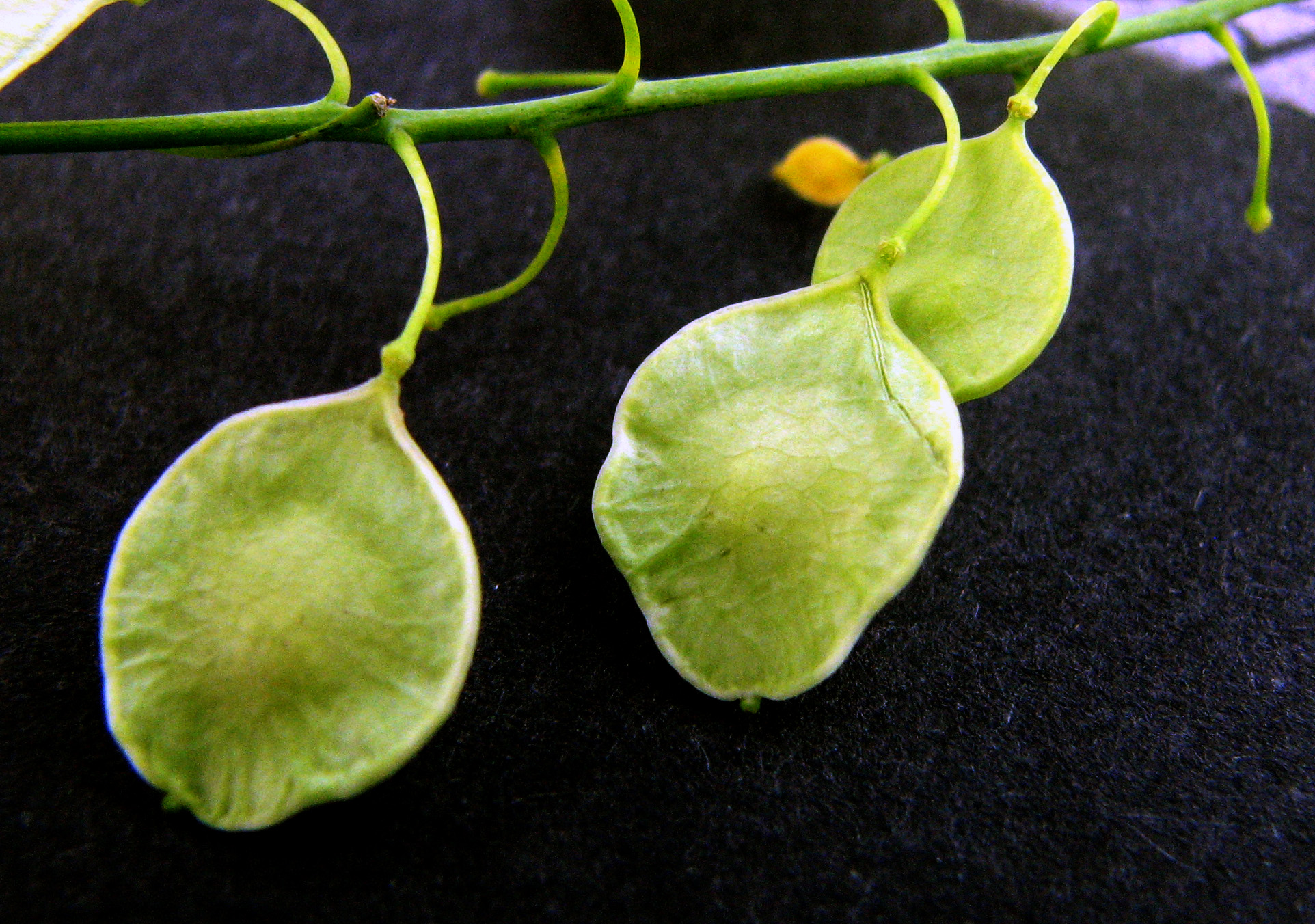
silicula

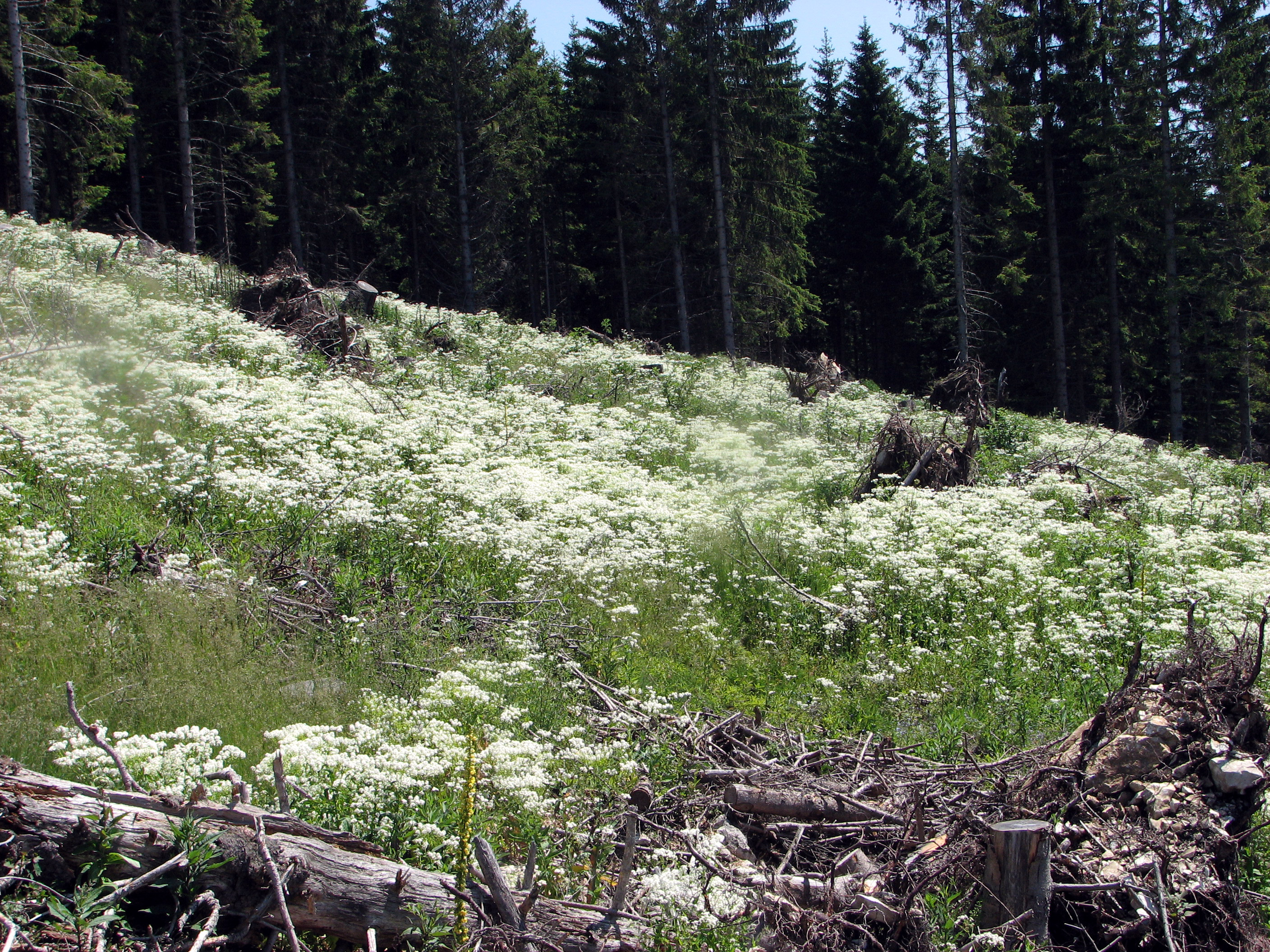
en Graz (Austria)

## Distribución y hábitat
Es endémica del sudeste de Europa. La planta crece en zonas pedregosas del sur de Austria (Estiria, Baja Austria) as sur en Rumania y Albania.

## Descripción
La planta alcanza un tamaño de hasta 60 cm de altura y produce flores blancas desde mayo a julio. La planta es glabra con hojas simples, enteras. Las hojas son ovadas, sésiles y amplexicaules. Los pétalos de 3-4 mm de largo blancos son poco de garras. El fruto orbicular, es una silicua muy plana y tiene un tamaño de aproximadamente 6x6 mm. Su número de cromosomas es 2n = 14 (también: 28, 56).

## Usos
La planta también se cultiva como hierba o verdura. Las hojas se pueden utilizar y agregan un sabor picante a las ensaladas. Aunque, pueden llegar a ser amargo en el verano.

## Taxonomía
Peltaria alliacea fue descrita por Nikolaus Joseph von Jacquin y publicado en Enum. Stirp. Vindob. 260. 1762
Etimología
Peltaria: nombre genérico que deriva del griego: πέλτη pelte para "plato pequeño" y se refiere a la forma de la fruta. 
alliacea epíteto latíno que significa "ajo" de allium.
Sinonimia
- Bohadschia alliacea (Jacq.) Crantz
- Clypeola alliacea (Jacq.) Poir.
- Clypeola perennis Ard.
- Peltaria perennis (Ard.) Markgr.[4]